# Smyrneiko
Lo stile Smyrneiko o Smyrneika al plurale (sottinteso Smyrneika tragoudia, canzoni di Smirne) è un sub-genere musicale precursore 
del più ampio genere del Rebetiko.

## Storia
Già alla fine del XIX secolo, si possono individuare a Smirne le radici del Rebetiko in quanto i frequentatori degli ambienti malfamati 
improvvisavano dei canti ripetitivi senza l'accompagnamento di alcuno strumento, i cui argomenti erano prevalentemente incentrati su amori infelici.
Intanto in Francia nel pieno della Belle Époque esplodeva tra i ceti più brillanti l'abitudine di frequentare i Cafè Chantant, locali dove durante la consumazione era possibile assistere a brevi spettacoli di cabaret, canzoni e balletti.
Presto, tra l'inizio del '900 e la prima guerra mondiale, questa moda si diffuse ovunque in Europa.
Allora, la costa occidentale della penisola anatolica era abitata da secoli da una prevalente popolazione greca e in particolare Smirne era 
una florida città molto cosmopolita dove, sotto l'amministrazione ottomana, convivevano pacificamente Greci, Armeni, Ebrei e Franchi (discendenti dei navigatori e mercanti veneziani, genovesi, francesi che per ragioni di commercio si erano stabiliti in quest'area).
Smirne era perciò il luogo d'incontro di interessi multiculturali, tra i quali un motivo di particolare prestigio era la presenza della Smyrneiki Estudiantina, una scuola musicale simile ad un conservatorio dove si formavano importanti musicisti.
Senza dubbio il contatto ravvicinato con la cultura turca incideva anche su gusti e costumi, così sull'onda della moda francese, 
anche a Smirne aprirono numerosi locali denominati Cafè Aman, l'equivalente orientale dei Cafè Chantant, dove si esibivano musicisti e 
cantanti provenienti da tutta l'Asia Minore.
Le canzoni Smyrneike erano caratterizzate dall'uso, oltre al violino, di strumenti a corde mediorientali da tavolo come il santuri, il kanonaki e strumenti da pizzico come il liuto e l'oud con un suono melodico.
Tuttavia nello stile Smyrneiko l'interesse dei musicisti si concentra di più sulla vocalità e sui testi delle canzoni stesse, piuttosto che 
sull'apparato strumentale vero e proprio.
Le canzoni sono caratterizzate da notevoli virtuosismi vocali lunghi e prolungati, spesso intervallati dalla ripetitiva frase idiomatica turca Aman Aman (pietà, misericordia) come se l'artista, a causa dell'improvvisazione, con questo riempitivo dovesse scusarsi davanti al pubblico per la temporanea dimenticanza della strofa successiva, mentre strazianti vocalizzi lamentano la sofferenza per un amore infelice, mai corrisposto da una donna immeritevole.
Grazie alla testimonianza tramandata dall'incisione della propria voce su rari dischi a 78 giri, gli interpreti della corrente musicale Smyrneika più conosciuti sono: Grigoris Asikis, Giannīs Dragatsīs, Vangelis Papazoglou, Spyros Peristeris, Kostas Roukounas, Dimitrios Semsis, Panagiotis Toundas e tra le poche donne Rita Abatzi e Roza Eskenazi.
Indubbiamente la svolta e la fine della dolce vita a Smirne avviene con gli eccidi di Smirne del 1922, quando migliaia di profughi greci originari dell'Asia Minore si riversarono nei porti della Grecia continentale, per la maggior parte al Pireo.
Pur essendo più acculturati degli abitanti della Grecia continentale, gli esuli micrasiatici venivano discriminati per le loro tradizioni orientaleggianti e per sopravvivere nel degrado delle periferie sub-urbane molti furono costretti a vivere di espedienti e micro-criminalità.
Ovviamente tra i profughi micrasiatici anche molti musicisti virtuosi furono costretti ad accettare lavori al limite della legalità esibendosi in locali malfamati o in fumerie clandestine di hashish, inserendo nei temi delle loro canzoni la loro nuova quotidianità fatta di privazioni e prepotenze, mista alla nostalgia per la Patria perduta.
Si delinea così quella che oggi viene definita la scuola Smyrneika.
L'avvento al potere nel 1936 del regime dittatoriale di Ioannis Metaxas colpisce duramente il Rebetiko con la censura, per l'esplicito riferimento all'uso di hashish, accanendosi anche contro la corrente Smyrneika per la sua asserita commistione con la cultura turca ottomana considerata non compatibile con quella greca.
Si afferma infine verso la metà negli anni '30, il Pireotiko (del Pireo), la nuova linea stilistica del Rebetiko che fa riferimento al musicista cicladico Markos Vamvakaris che con strumenti alternativi come bouzouki, baglamas, tzouras e chitarra e con una vocalità aspra, rovinata da fumo e alcol, va a sostituire definitivamente la linea Smyrneika.